# Lucía Yépez
Lucía Yamileth Yépez Guzman, född 18 februari 2001, är en ecuadoriansk brottare som tävlar i fristil.

## Karriär
Vid olympiska sommarspelen 2024 i Paris tog Yépez silver i 53 kg-klassen efter en finalförlust mot japanska Akari Fujinami.